# سیارک ۲۶۵۱۳
سیارک ۲۶۵۱۳ (به انگلیسی: 26513 Newberry، نامگذاری:2000CP47)۲۶۵۱۳مین سیارک کشف شده‌است که در ۰۲ فوریه ۲۰۰۰ کشف شد.